# Дом Стахеева
Дом Стахеева — городская усадьба в Москве по адресу Новая Басманная улица, дом 14, строение 1. Объект культурного наследия народов России федерального значения. В настоящее время в усадьбе находится Центральный дом детей железнодорожников.

## История
Большое владение вместе с располагавшейся здесь усадьбой второй половины XVIII века приобрёл в 1890-е годы купец 1-й гильдии, золотопромышленник Николай Дмитриевич Стахеев. Старые постройки были снесены, на их месте в 1898 году архитектором Михаилом Бугровским был построен богатый особняк в неогреческом стиле, на возведение была потрачена сумма в 1 миллион рублей. Бугровский до этого часто работал на Стахеева, построив в Москве по его заказам несколько доходных домов. Отделку в особняке выполнял скульптор В. Г. Гладков.

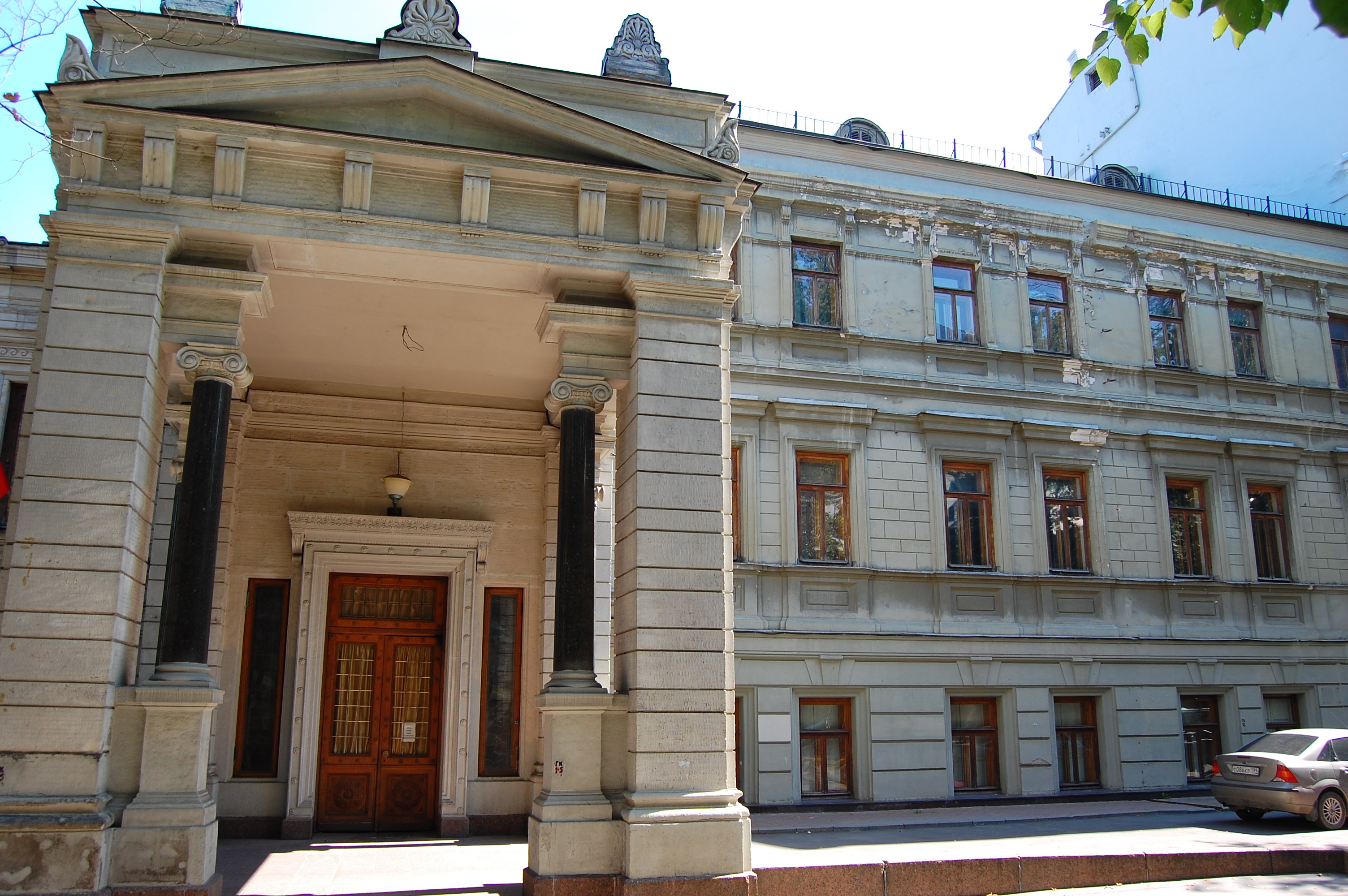
Боковой фасад с парадным входом

Дом имеет ярко выраженные черты эклектики. Фасады особняка относятся к «греческому стилю». Залы выполнены в разных стилях: классицизма, барокко, «рокайльная» гостиная, «готическая» столовая, «мавританская» курительная. Интерьеры отличаются доскональной проработкой деталей отделки, в оформлении использованы витражи, инкрустированные паркеты, шёлковые обои, мраморный и лепной декор. От входа в особняк начинается лестница из белого мрамора, ведущая в холл в греческом стиле, который оформлен колоннами и пилястрами из искусственного мрамора розового цвета. На полу возле колонн расставлены высокие светильники с декором в виде сфинксов, а в нишах стен установлены похожие на факелы светильники. В оформлении стен и кессонированного потолка «готической» столовой широко использована деревянная резьба тонкой работы. Стены и потолки «мавританской» курительной комнаты покрыты восточными орнаментами, а для создания оконных откосов этой комнаты были использованы цельные плиты редких пород камня.
Восточное крыло особняка Стахеев отвёл под галерею своей коллекции картин. В западном размещалась контора. Дом отстоит от красной линии улицы, перед ним разбита лужайка. В её центре установлен фонтан «Богиня ночи» (действующий и сейчас), увенчанный чугунной скульптурой девушки с электрическим светильником в руке. Фигура изготовлена в конце XIX века парижскими мастерами. Установленные на главном фасаде в нишах второго этажа фонари и скульптура «Богиня плодородия» напротив окна зимнего сада также произведены в Париже. За особняком имелся большой сад, на территории которого был устроен руинный грот «Бельведер».
В 1918 году здание заняло подразделение Народного комиссариата путей сообщения, в 1940 году особняк превратился в Центральный дом детей железнодорожников (ЦДДЖ). В нём начинали свой творческий путь Светлана Варгузова, Валентина Толкунова, Олег Даль, Майя Кристалинская, Людмила Чурсина и другие артисты, а в настоящее время находится множество детских студий и кружков.
Подавляющее большинство интерьеров сохранилось до настоящего времени почти без переделок реставраций. Усадебный сад в 1920-е годы был включён в состав недавно созданного сада имени Н. Э. Баумана, расположенный в саду грот сохранился до настоящего времени. В 2023 году в здании отремонтируют подвал, фундаменты, заменят архитектурно-художественное освещение главного фасада.

### Усадьба в кино и на телевидении
Внешний вид и интерьеры усадьбы были использованы при съёмках ряда советских и российских фильмов и сериалов.
- 1927 — «Кто ты такой?» (реж. Юрий Желябужский)
- 1960 — «Воскресение» (реж. М. Швейцер)
- 1973 — «Семнадцать мгновений весны» (реж. Татьяна Лиознова). Интерьеры особняка «исполняли роль» представительского имения Германа Геринга «Каринхалл»[4]
- 1975 — «Последняя жертва» (реж. Пётр Тодоровский)
- 1998 — «Хрусталёв, машину!» (реж. Алексей Герман-ст.)
- 2019 — «Зорге» (реж. Сергей Гинзбург)
- 2019 — «Бык» (реж. Борис Акопов)
- Интерьеры особняка можно увидеть в передаче «Битва экстрасенсов», съёмки которой проходят в доме[2].

## Галерея

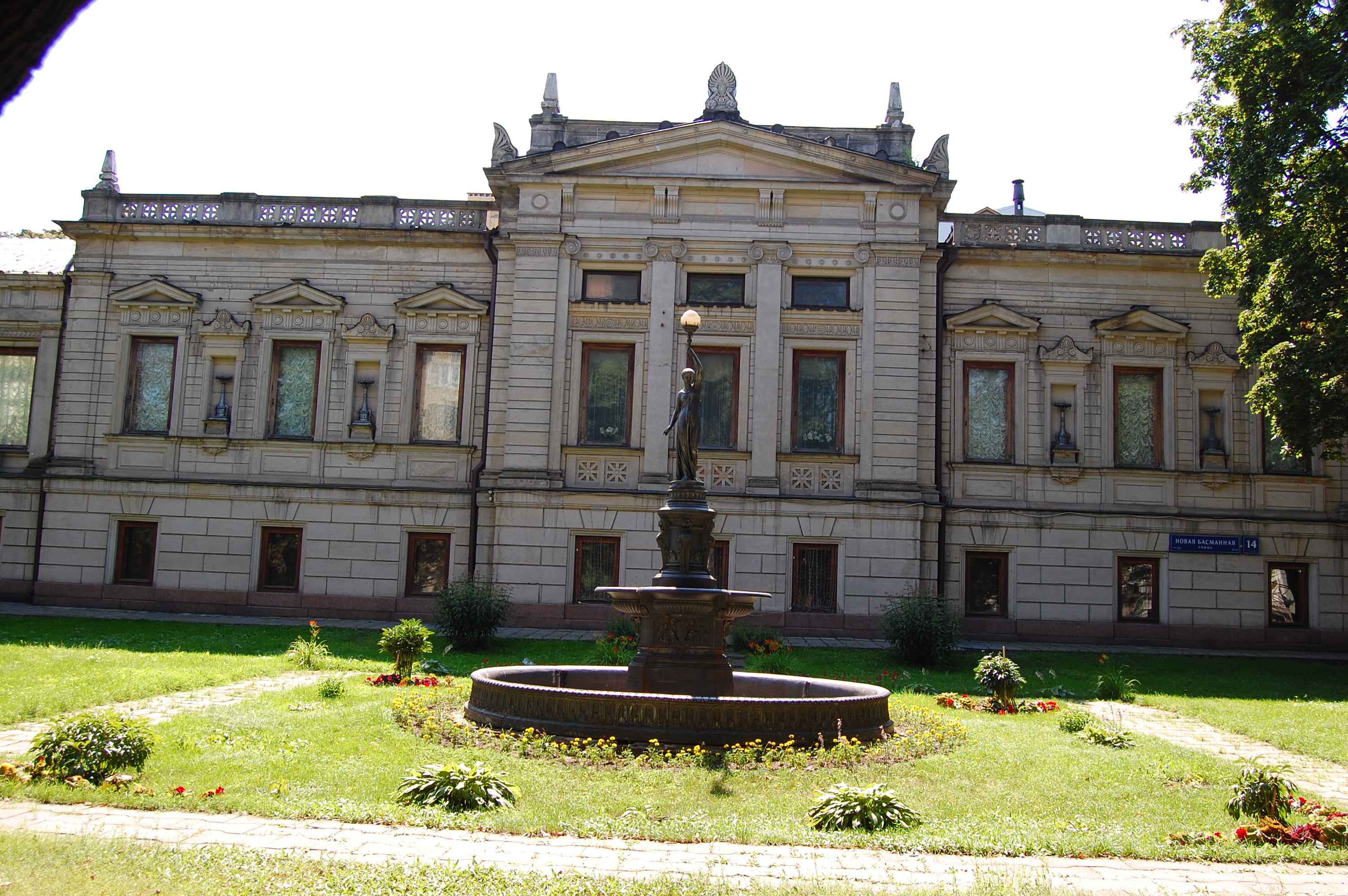
Главный фасад
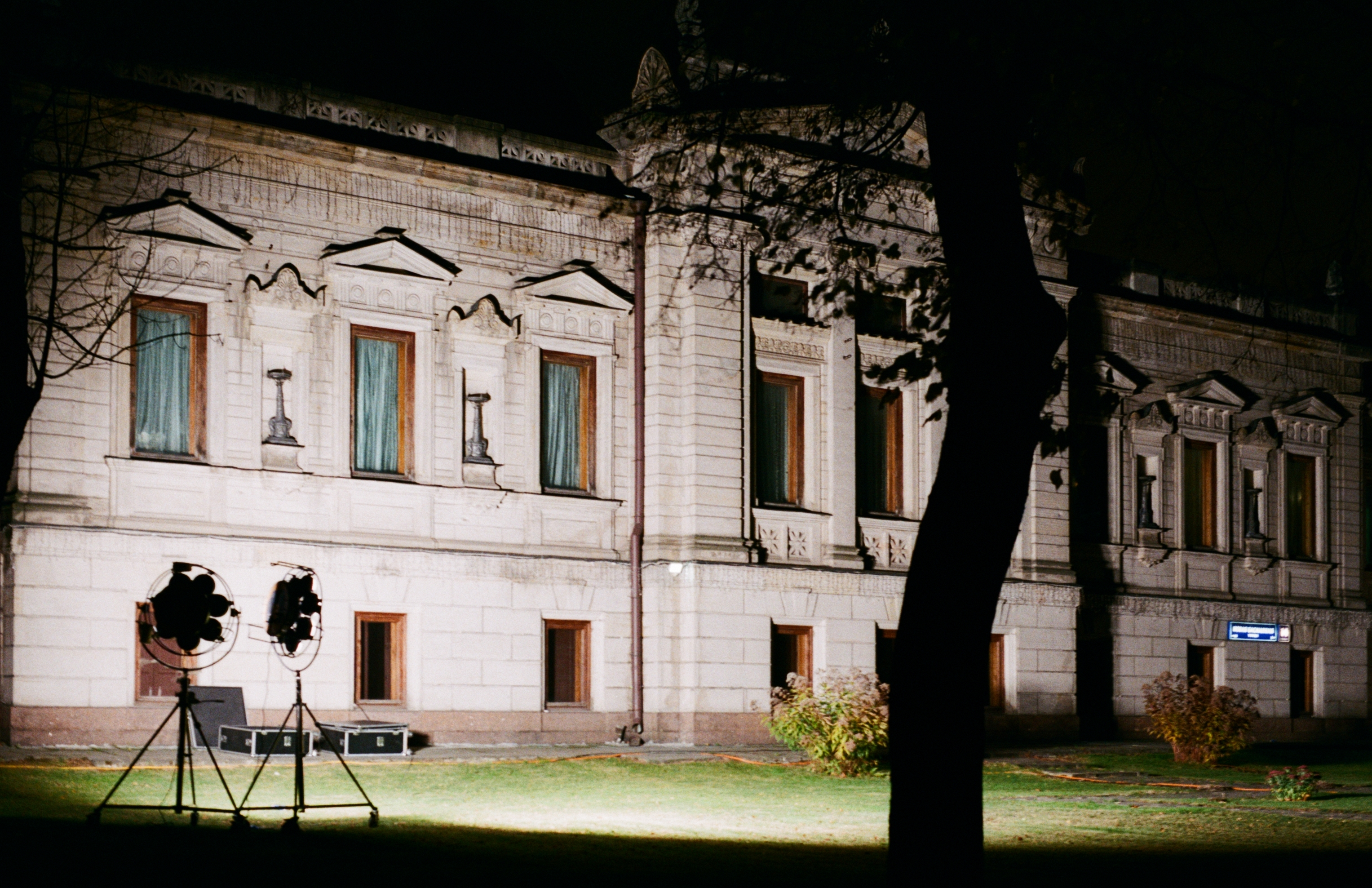
Фасад подсвеченный во время телесъёмок
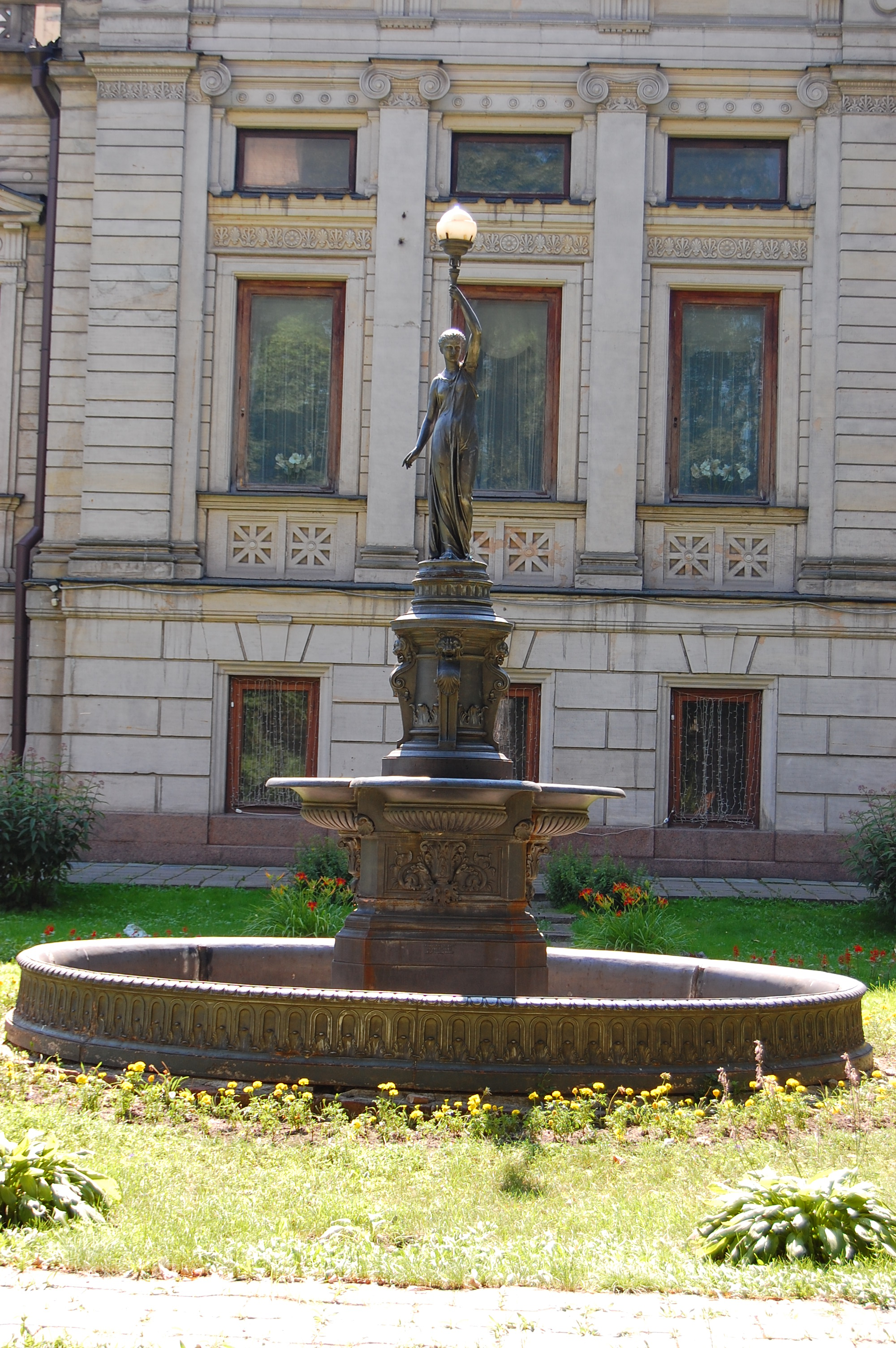
Фонтан
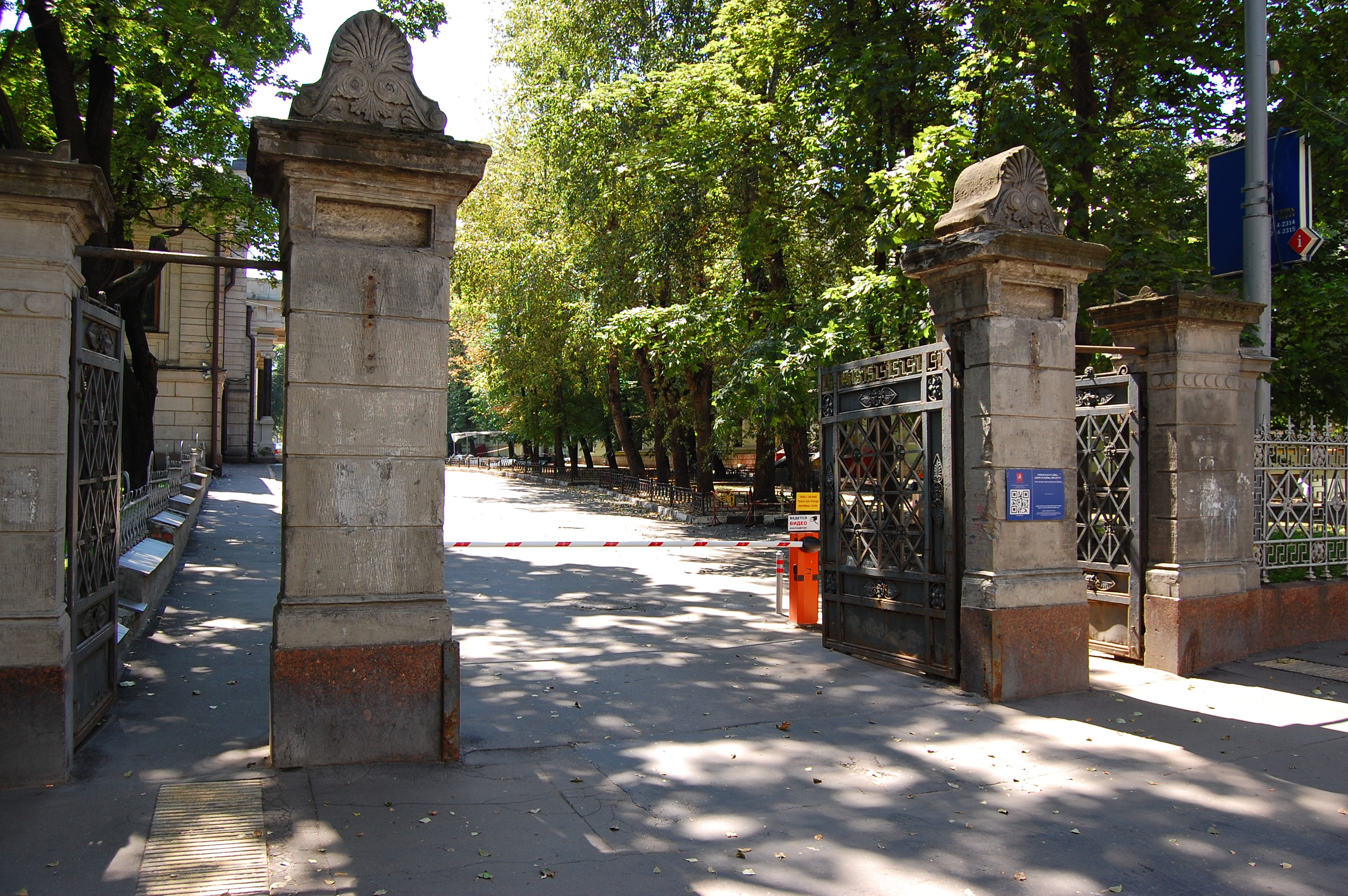
Ворота усадьбы
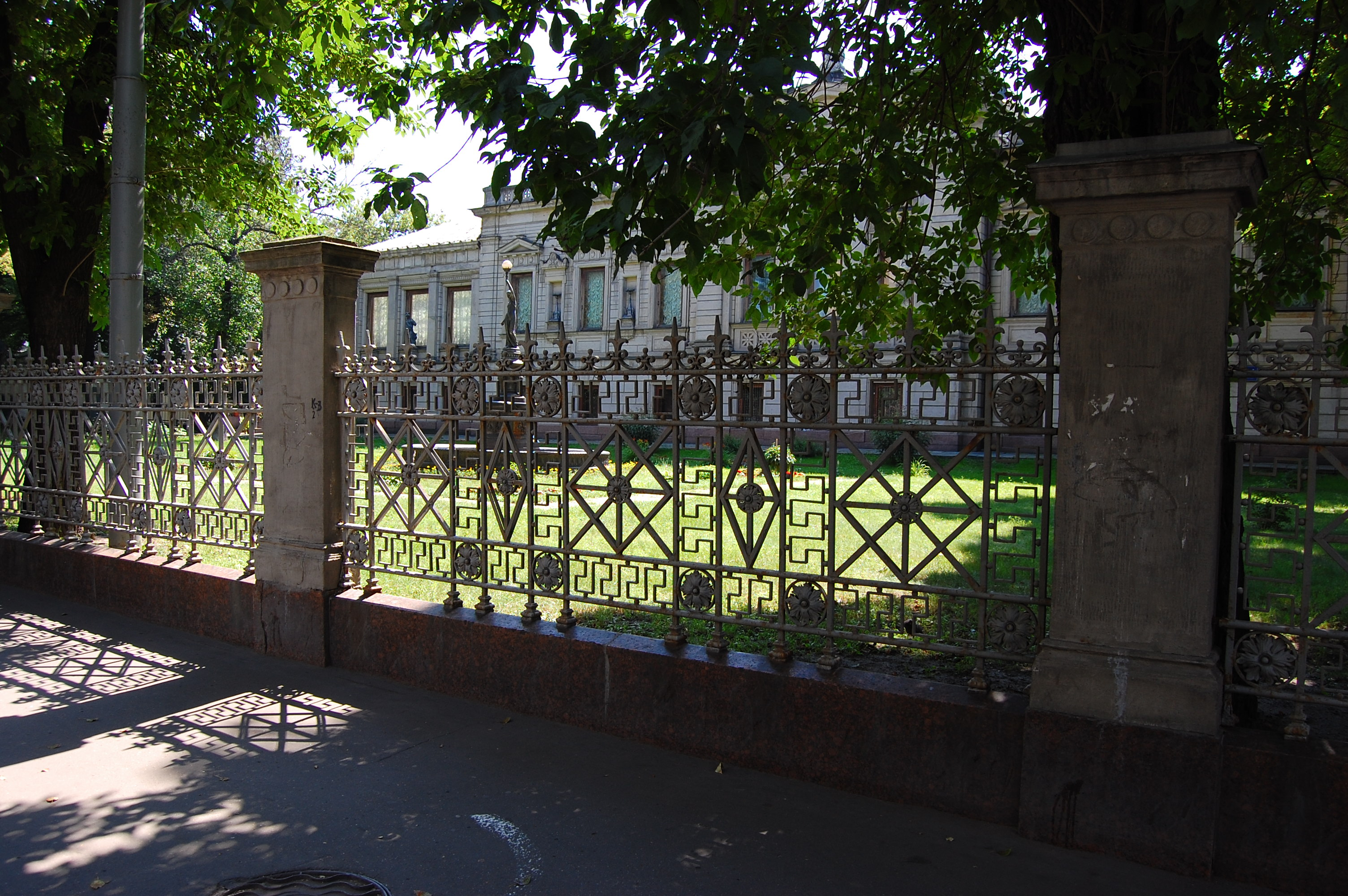
Кованая решётка ограды
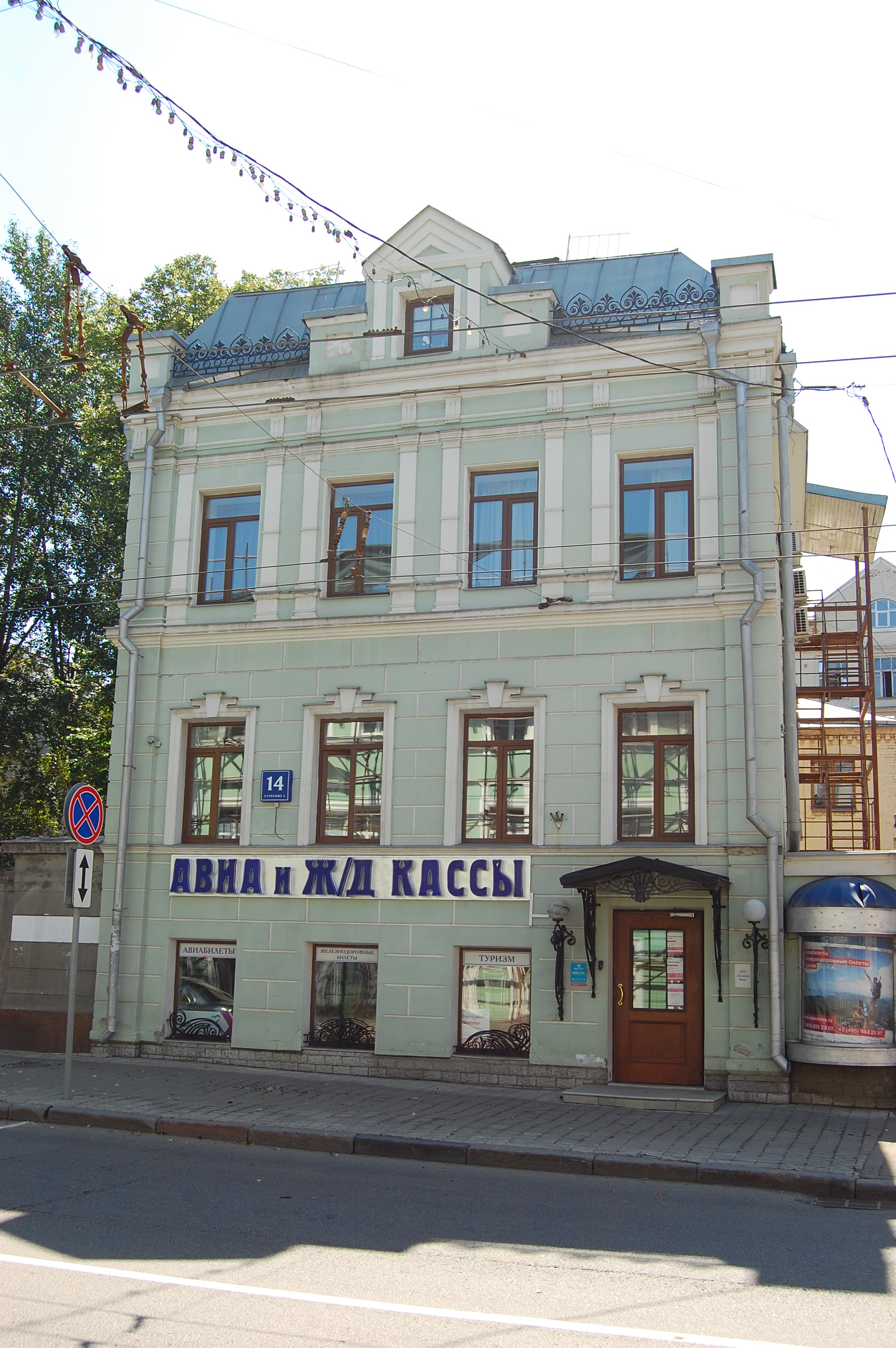
Дом 14 стр. 2, флигель усадьбы (?)